# Geometrie sacră

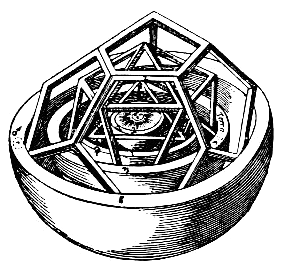
Secțiunea interioară a modelului solid platonic Kepler al spațiului planetar în sistemul solar de la Mysterium Cosmographicum (1596)

Geometria sacră atribuie semnificații simbolice și sacre anumitor forme geometrice și proporții geometrice. Este asociat cu credința că un zeu este geometrul lumii. Geometria utilizată în proiectarea și construcția structurilor religioase precum biserici, temple, moschei, monumente religioase, altare și tabernacole a fost uneori considerată sacră. Conceptul se aplică și spațiilor sacre, cum ar fi temenoi, plantații sacre, spații verzi, pagode și fântâni sfinte, precum și artei religioase.

## Ca viziune asupra lumii și cosmologie
Credința că un zeu a creat universul după un plan geometric are origini străvechi. Plutarh atribuia această credință lui Platon, scriind că „Platon a spus că zeul se geometrizează continuu” (Convivialium disputationum, liber 8,2). În timpurile moderne, matematicianul Carl Friedrich Gauss a adaptat acest citat, spunând „Dumnezeu aritmetizează”.
Chiar în vremea lui Johannes Kepler (1571–1630) a persistat printre unii oameni de știință o credință în bazele geometrice ale cosmosului.

## Forme naturale

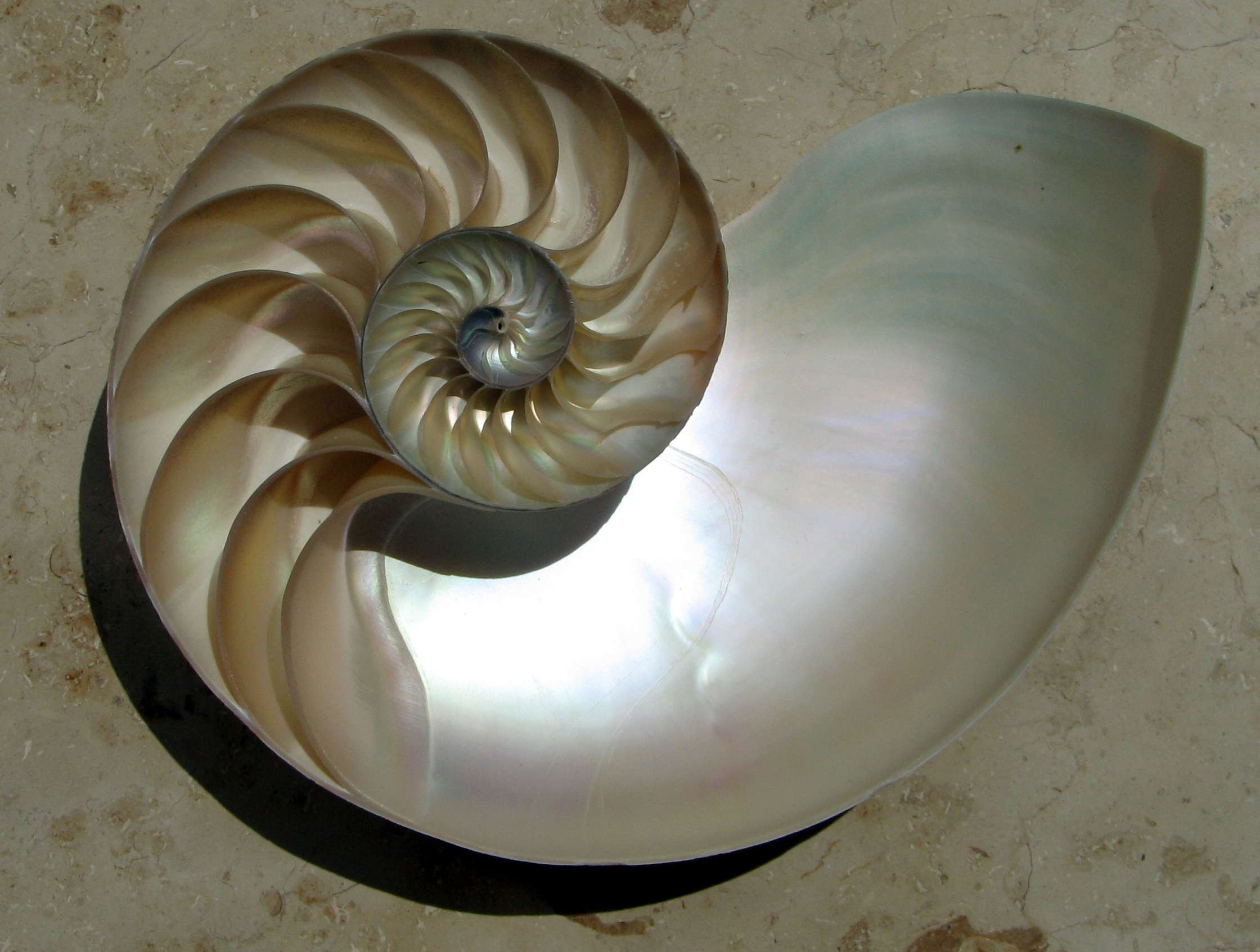
Spirala de creștere logaritmică pe cochilia unui Nautilus

Potrivit lui Stephen Skinner, studiul geometriei sacre își are rădăcinile în studiul naturii și principiilor matematice care acționează în ea. Multe forme observate în natură pot fi legate de geometrie; de exemplu, nautilul cu cochilie crește într-un ritm constant și astfel cochilia sa formează o spirală logaritmică prin continua adaptare a dimensiunilor cochiliei cu cea a animalului. De asemenea, albinele construiesc celule hexagonale pentru a-și păstra mierea. Acestea și alte corespondențe sunt uneori interpretate în termeni de geometrie sacră și considerate a fi o dovadă suplimentară a semnificației naturale a formelor geometrice.

## Arta și arhitectura
Raporturile geometrice și figurile geometrice au fost adesea folosite în proiectele arhitecturii antice egiptene, indiene antice, grecești și romane. Catedralele medievale europene au încorporat, de asemenea, geometrie simbolică. Comunitățile spirituale indiene și himalayene au construit deseori temple și fortificații pe planurile de proiectare ale mandalei și yantrei.
Multe dintre principiile de geometrie sacră ale corpului uman și ale arhitecturii antice au fost compilate în desenul Omului Vitruvian de către Leonardo da Vinci. Acest desen se bazat el însuși pe scrierile mult mai vechi ale arhitectului roman Vitruvius.

### În Islam
Desenele geometrice din arta islamică sunt adesea construite pe combinații de pătrate și cercuri repetate, care pot fi suprapuse și întrepătrunse, la fel ca și arabescurile (cu care sunt adesea combinate), pentru a forma modele complexe și complicate, inclusiv o mare varietate de teselări. Acestea pot constitui întreaga decorație, pot forma un cadru pentru înflorituri sau caligrafie sau se pot retrage în fundal în jurul altor motive. Complexitatea și varietatea modelelor utilizate au evoluat de la stele și carouri simple în secolul al IX-lea, printr-o varietate de modele de 6 până la 13 puncte până în secolul al XIII-lea și, în cele din urmă, pentru a include și stele cu 14 și 16 puncte în secolul al XVI-lea.
Modelele geometrice apar într-o varietate de forme în arta și arhitectura islamică, inclusiv covoare kilim, girih persian și țiglă marocană/algeriană din zellige, boltă decorativă muqarnas, ecrane de piatră străpunse în jali, ceramică, piele, vitralii, lemn și metalurgie.
Modelele geometrice islamice sunt folosite în Coran, moschei și chiar în caligrafii.

### În hinduism

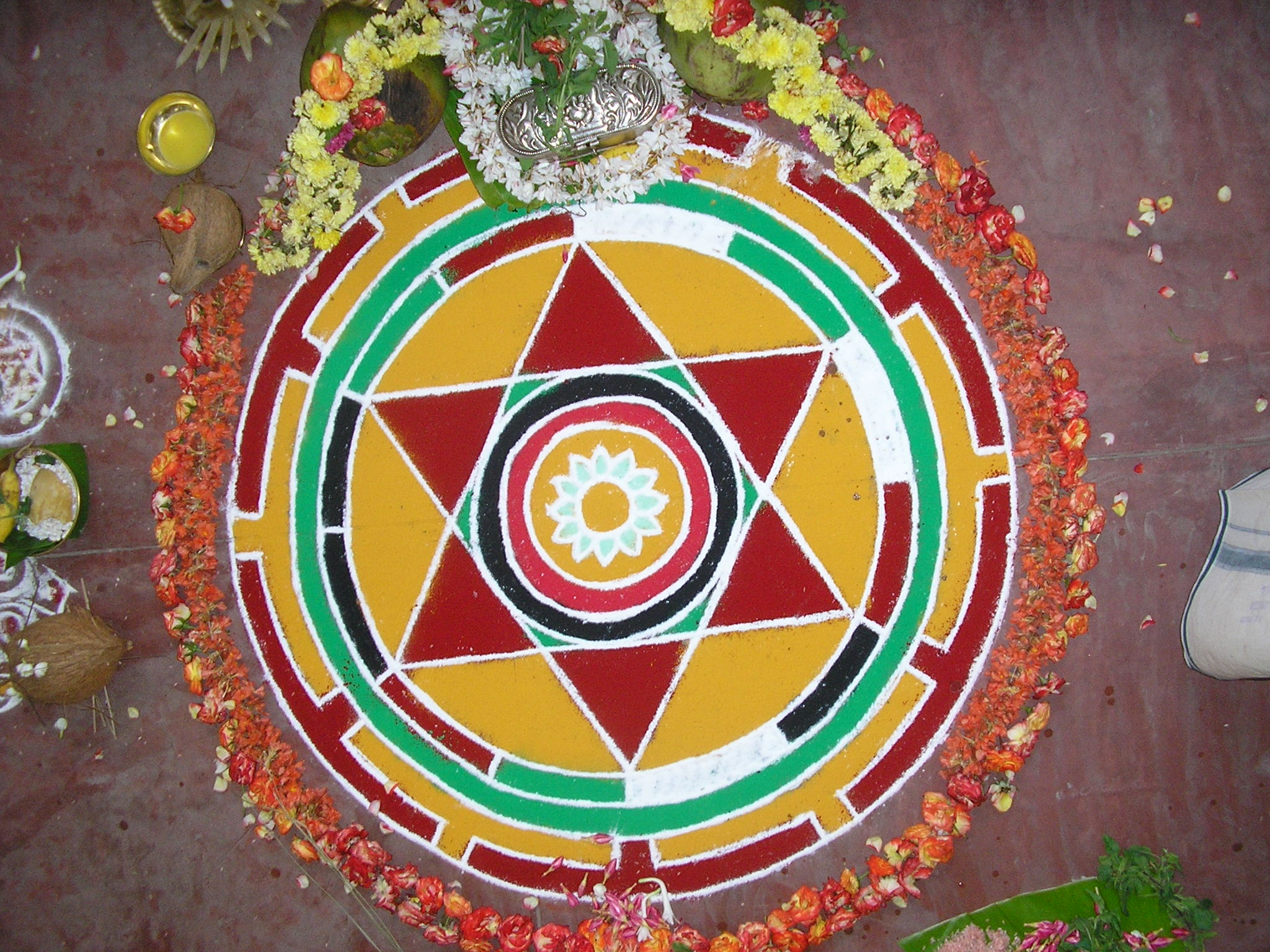
O Maṇḍala hindusă

Agamele sunt o colecție de scripturi în sanscrită, tamilă și Grantha care constituie în principal metodele de construcție a templelor și crearea idolilor, mijloacele de închinare a zeităților, doctrinele filozofice, practicile meditative, realizarea a șase ori dorințe și patru feluri de yoga.
Regulile elaborate sunt stabilite în Agamas pentru Shilpa (arta sculpturii), care descrie cerințele de calitate ale unor aspecte precum locurile în care urmează să fie construite templele, tipurile de imagine care urmează să fie instalate, materialele din care urmează să fie realizate. Dimensiunile, proporțiile, circulația aerului și iluminarea lor în complexul templului. Manasara și Silpasara sunt lucrări care se ocupă de aceste reguli. Ritualurile de închinare zilnică la templu respectă, de asemenea, regulile stabilite în Agamas.

### În creștinism
Construcția catedralelor medievale europene s-a bazat adesea pe geometrii menite să facă spectatorul să vadă lumea prin matematică și, prin această înțelegere, să obțină o mai bună înțelegere a divinului. Aceste biserici prezentau adesea un plan de cruce latină.
La începutul Renașterii în Europa, punctele de vedere s-au schimbat în favoarea geometriilor simple și regulate. Cercul, în special, a devenit o formă centrală și simbolică pentru baza clădirilor, deoarece reprezenta perfecțiunea naturii și centralitatea locului omului în univers. Utilizarea cercului și a altor forme geometrice simple și simetrice a fost solidificată ca element de bază al arhitecturii sacre renascentiste în tratatul de arhitectură al lui Leon Battista Alberti, care a descris biserica ideală în termeni de geometrie spirituală.

## Geometrie neancorată
Stephen Skinner discută tendința unor scriitori de a plasa o diagramă geometrică peste practic orice imagine a unui obiect natural sau a unei structuri create de om, de a găsi câteva linii care intersectează imaginea și de a o declara a fi pe baza unei geometrii sacre. Dacă diagrama geometrică nu intersectează punctele fizice majore din imagine, rezultatul este ceea ce Skinner numește „geometrie neancorată”.